# Groot Brakrivier
Groot Brakrivier est une petite ville balnéaire d'Afrique du Sud, située dans la province du Cap-Occidental.

## Localisation
Traversé par la RN 2, Groot Brakrivier est situé autour de la lagune de la rivière Great Brak, au bord de l'océan Indien, à environ 23 km au nord-est de Mossel Bay, à 10 km au nord-est de Klein Brakrivier et à 26 km au sud-ouest de George.

## Quartiers
Groot Brakrivier comprend 10 quartiers : Bergsig, Botha Strand, Glentana, Greenhaven, Groot Brakrivier SP1, Groot Brakrivier SP2, Outeniqua Strand, Southern Cross, The Island et Wolwedans.

## Démographie
Selon le recensement de 2011, Groot Brakrivier compte 2 037 habitants (66,81 % de Coloureds, 24,61 % de Blancs et 5,35 % de Noirs). L'afrikaans est la langue maternelle de 90,81 % des habitants.
La majorité des résidents coloureds habitent les 2 quartiers les plus escarpés, situés au nord-ouest de la localité, que sont Greenhaven (1 102 habitants dont 90,83% de coloureds) et Wolwedans (6 430 habitants dont 88,69 % de coloureds). Tous les autres quartiers, plus côtiers ou plus proches du centre, sont majoritairement habités par des résidents issus de la population blanche sud-africaine.

## Historique

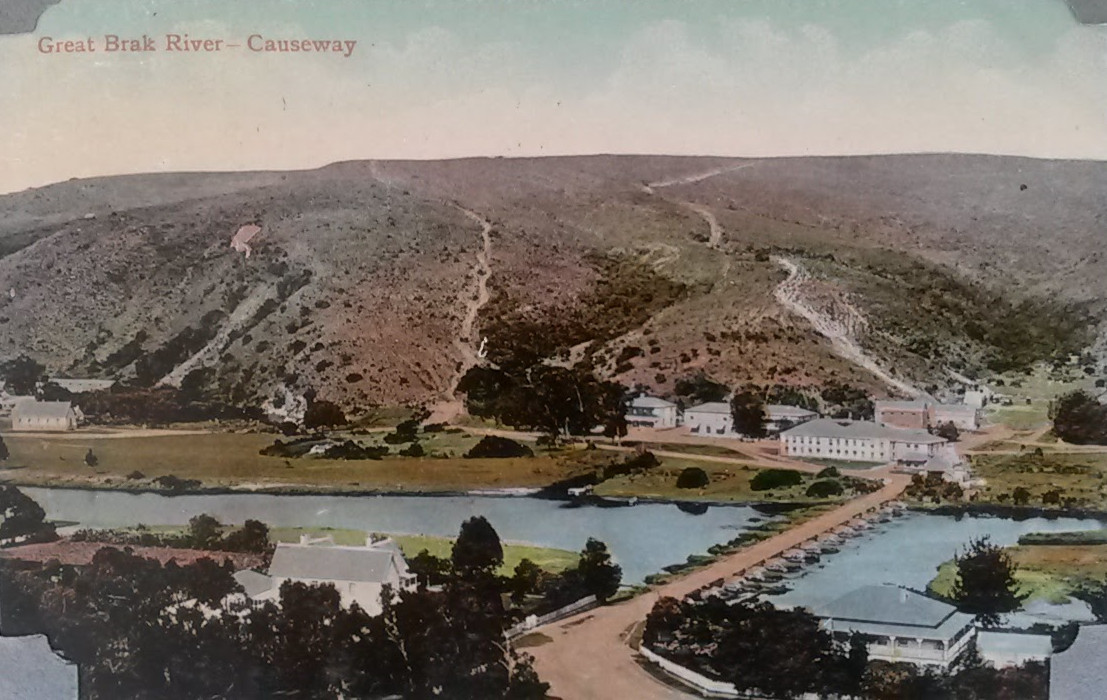
Carte postale de la rivière Great Brak, début du XXe siècle.

Les Khoïkhoïs furent les premiers habitants de la région. Le premier contact avec les Européens eut lieu en 1488 avec Bartolomeu Dias.
La première référence connue à la rivière Great Brak date de 1730 quand ses rives sont atteintes par des trekboers. En 1745, la rivière devint la frontière orientale de la colonie du Cap dans une région alors connue sous le nom de "De Verre Afgeleegene Districten". À mesure que la colonie du Cap s'étend vers le nord et l'est au cours du XIXe siècle, la Great Brak River devient une zone de passage menant vers la ville de George. En 1850, un pont est construit permettant d'enjamber la rivière Great Brak. Une petite usine de chaussures qui est devenue une industrie dynamique, permet au village de se développer considérablement.
Le village de Groot Brakrivier a été fondé par la famille Searle originaire du Surrey, en Angleterre. En 1859, Charles Searle devient le gardien du pont à péage à partir duquel il va fonder avec son épouse Pamela le village de Groot Brakrivier. En plus d'être gardien du pont, il devient bottier et en 1864 achète des terres pour ouvrir une petite fabrique de chaussures. En 1865, il devient en outre le maître de poste du village, position que la famille Searle allait monopoliser durant les 34 années suivantes. La famille Searle prospère rapidement et érige également une pension (Temperance Hotel), un moulin à eau et une Tannerie. En 1893, un service de charrettes tirées par des mulets est développé pour livrer les produits d'alimentation aux premiers vacanciers et transporter le courrier depuis Oudtshoorn et Mossel Bay. Le recensement de 1904 indique que le village compte alors 362 habitants.
Un conseil communal est établi en 1944, remplacé par une municipalité à part entière en 1975.
Grâce à ses plages et à son lagon, Great Brak River est devenu principalement, au cours du XXe siècle, une destination de vacances.

## Tourisme
Groot Brakrivier est une villégiature comprenant de nombreuses résidences secondaires et des résidences de vacances.